# Gramm & Kincaid Motors
Gramm & Kincaid Motors war ein Hersteller von Nutzfahrzeugen aus den USA.

## Unternehmensgeschichte
Benjamin A. Gramm war bei der Gramm-Bernstein Motor Truck Corporation tätig. R. M. Kincaid war Vizepräsident der Garford Motor Truck Company, die Fahrzeuge der Marke Garford herstellten. 1925 gründeten sie zusammen das gemeinsame Unternehmen. Der Sitz war in Lima in Ohio. Im gleichen Jahr begann die Produktion von Lastkraftwagen. Der Markenname lautete Gramm-Kincaid. Noch 1925 erfolgte der Umzug nach Delphos, ebenfalls in Ohio.
1926 endete die Produktion. Die Partner trennten sich. Gramm gründete daraufhin die Gramm Truck and Trailer Corporation.

## Fahrzeuge
Die ersten Lkw-Modelle hatten Vier- und Sechszylindermotoren von Continental, Hercules und Lycoming. Ihre Nutzlasten lagen zwischen einer und vier Tonnen.
1926 kamen Omnibusse dazu. Sie boten je nach Ausführung 20 oder 21 Sitzplätze. Ungewöhnlich waren die Vierradbremsen.